# Langitanais willemoesi
Langitanais willemoesi är en kräftdjursart som först beskrevs av Studer 1883.  Langitanais willemoesi ingår i släktet Langitanais och familjen Tanaidae. Inga underarter finns listade i Catalogue of Life.